# Boussé
Boussé – miasto w centralnej części Burkiny Faso. Jest stolicą prowincji Kourwéogo.